# Монтана (область)
Монтана (болг. Област Монтана) — область в Северно-Западном регионе Болгарии.
Административный центр — город Монтана.

## География
Площадь территории, занимаемой областью, 3635 км².
Область граничит:
- на северо-западе с Видинской областью Болгарии;
- на западе с Сербией;
- на востоке с Врачанской областью Болгарии;
- на юге с Софийской областью Болгарии;
- на севере области за рекой Дунай — Румыния.

## Административное деление
Административно область делится на 11 общин:
1. Община Берковица (20 589 человек[3])

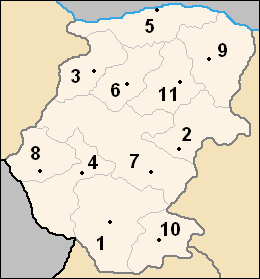
Община Монтанской области

2. Община Бойчиновци (10 042 человека[3])
3. Община Брусарци (5508 человек[3])
4. Община Георги-Дамяново (3069 человек[3])
5. Община Лом (32 620 человек[3])
6. Община Медковец (4444 человека[3])
7. Община Монтана (59 694 человека[3])
8. Община Чипровци (4126 человек[3])
9. Община Вылчедрым (10 756 человек[3])
10. Община Выршец (8796 человек[3])
11. Община Якимово (4694 человека[3])

## Население

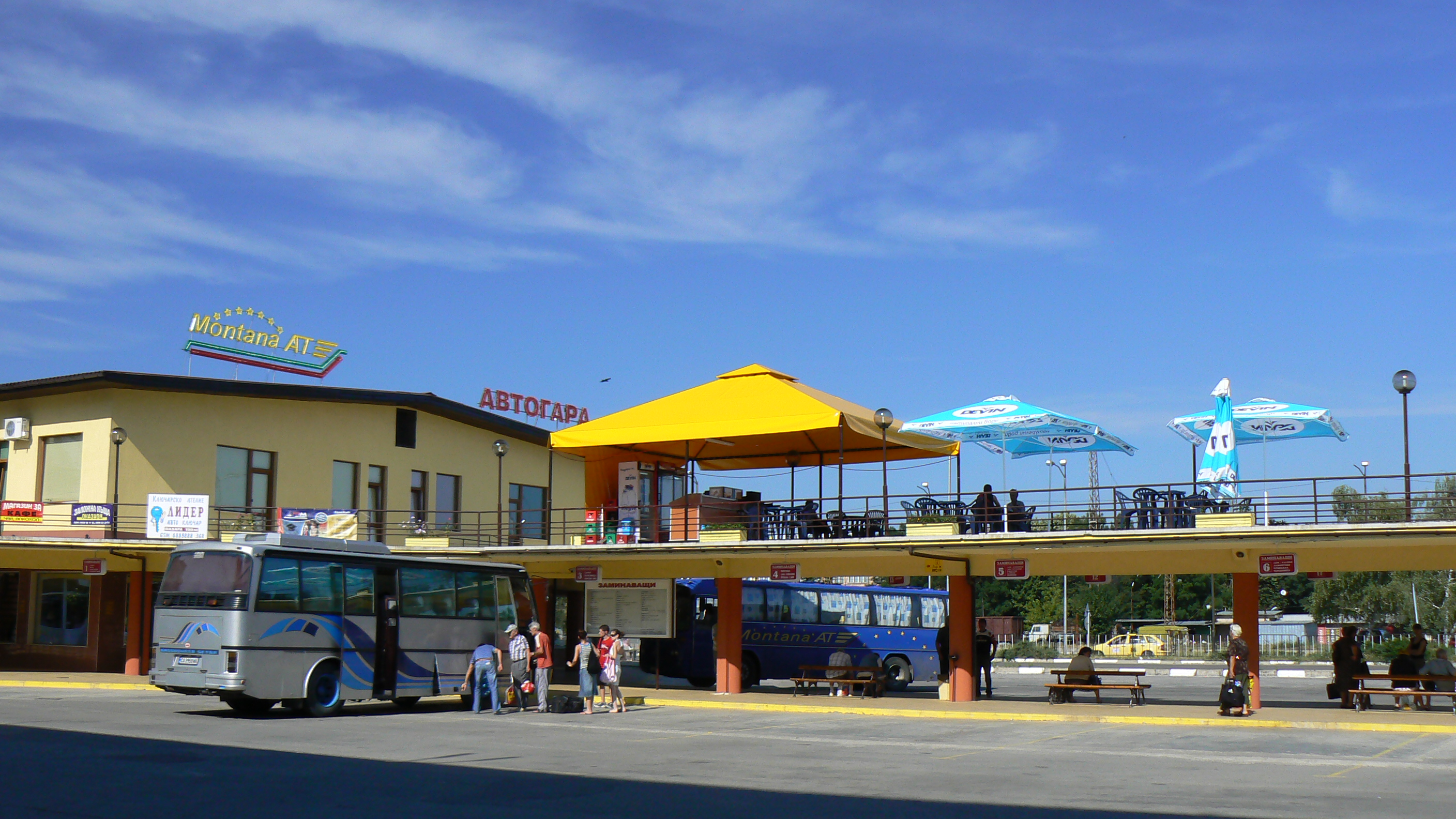
Центральный автовокзал областного центра

Население области на 2011 год — 148 098 человек. В области кроме города Монтана, в котором проживают 48 919 жителей, есть ещё семь городов — Берковица (14 729 жителей), Бойчиновци (1706 жителей), Брусарци (1391 житель), Вылчедрым (4086 жителей), Выршец (6645 жителей), Лом (26 708 жителей), Чипровци (2122 жителя). Также на территории Монтанской области расположено 121 село (см. сёла Монтанской области).
| Этнические группы (2011) | Этнические группы (2011) | Этнические группы (2011) | Этнические группы (2011) | Этнические группы (2011) |
| Этническая группа        |                          |                          | Процент                  |                          |
| ------------------------ | ------------------------ | ------------------------ | ------------------------ | ------------------------ |
| Болгары                  |                          |                          | 86.3 %                   |                          |
| Цыгане                   |                          |                          | 12.7 %                   |                          |
| Другие                   |                          |                          | 0.9 %                    |                          |